# Amaryllis

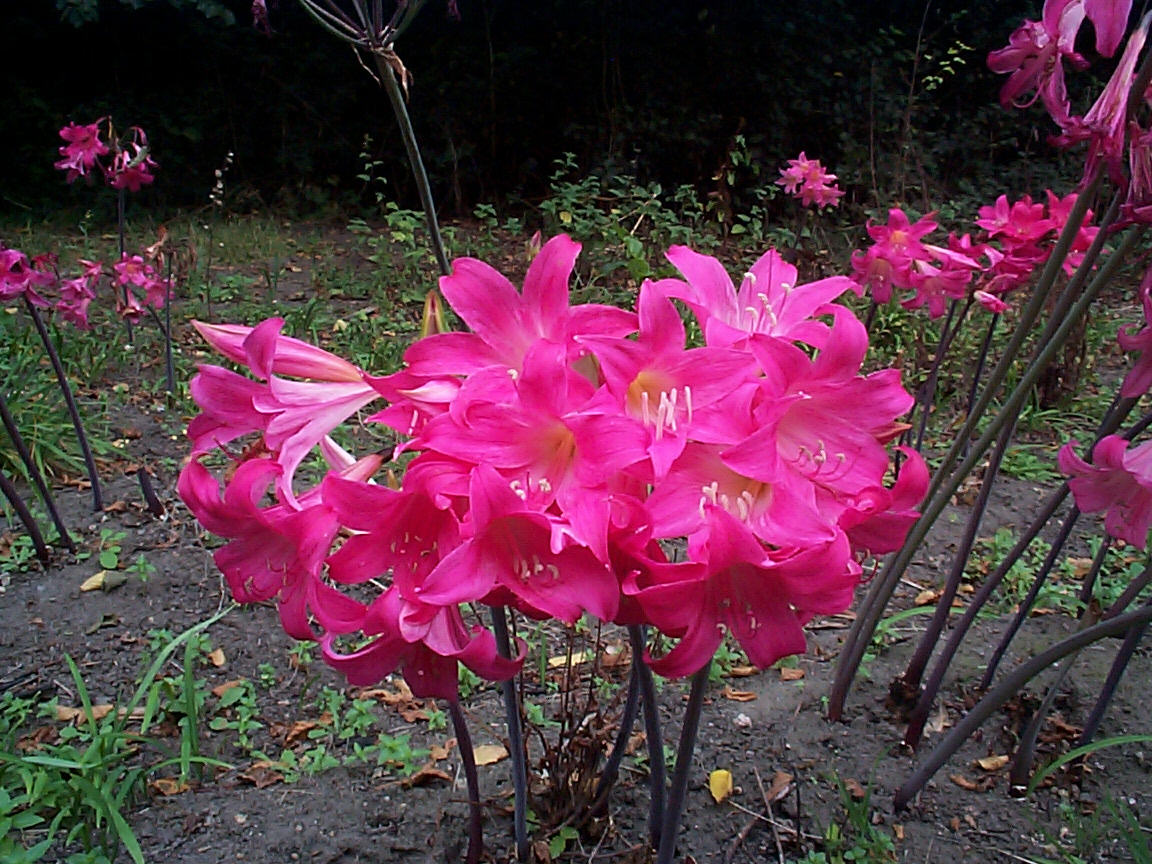
Amaryllis belladonna (cultivar vermelho).

Amaryllis L. é um género botânico, pertencente à família das amarillidáceas, que inclui duas espécies de plantas herbáceas, perenes e bulbosas nativas da África do Sul. O género é o único membro do subtribo Amaryllidinae.

## Etimologia
O nome genérico Amaryllis foi adoptado por Lineu, com base no étimo latino Ămăryllis, que constitui um nome convencional de camponesa, usado nas Éclogas de Virgílio, bem como em obras de Teócrito e Ovídio.
Este nome próprio, por seu turno provém do étimo grego clássico αμαρυσσω (latinizado como amarysso), que significa «cintilante; reluzente; deslumbrante».

## Descrição
O género Amaryllis é oriundo da região de clima mediterrânico do sul da África. Adaptadas a climas em que as chuvas se concentram no inverno, as espécies do género Amaryllis apresentam dormência estival e um rápido crescimento vegetativo, com a floração a ocorrer em menos de um mês após o fim da dormência. Após a floração o bolbo entra em período de dormência, perdendo todas as folhas e o escapo floral. A parte aérea da planta morre, mas após as primeiras chuvas renascem as folhas e flores.
Durante muitos anos existiu confusão entre os botânicos sobre os nomes genéricos Amaryllis e Hippeastrum, pelo que o nome amarílis (ou "amaryllis") é comummente utilizado  para as espécies do género Hippeastrum, com ampla comercialização nos meses de inverno pela sua capacidade de florescer em interiores.

## Espécies
Criado por Lineu em 1753, desde a sua primeira descrição o género incluiu numerosas espécies que posteriormente foram transferidas para outros géneros. Permaneceu um género monotípico durante a maior parte do século XX, integrando apenas a espécie Amaryllis belladonna. Em 1998, a botânica sul-africana Dierdre Snijman descobriu e descreveu uma segunda espécie, a Amaryllis paradisicola.
O género Amaryllis já incluiu mais de 100 espécies, as quais foram sendo distribuídos por outros géneros aparentados, com destaque para o género Hippeastrum. Actualmente o género inclui apenas as seguintes espécies:
- Amaryllis belladonna L., 1753 (nom. cons.)
- Amaryllis paradisicola Snijman, 1998

## Classificação lineana
| Sistema | Classificação                     | Referência               |
| ------- | --------------------------------- | ------------------------ |
| Linné   | Classe Hexandria, ordem Monogynia | Species plantarum (1753) |